# Острів Пушкарьова
О́стрів Пушкарьо́ва (рос. Остров Пушкарёва, якут. Пушкарёв арыыта) — невеликий острів у Східносибірському морі, є частиною Ведмежих островів. Територіально відноситься до Республіки Саха, Росія.
Висота острова сягає 87 м на півночі, зменшується до 39 на півдні. Протокою Мелєхова відокремлений від острова Хрестовського, протокою Північною — від острова Леонтьєва.
Має видовжену із півночі на південь овальну форму. На південному сході утворюється вузький та довгий півострів. Береги в основному скелясті та високі, на сході — низинні та болотисті, де є декілька струмків.
| Росія | Це незавершена стаття з географії Росії. Ви можете допомогти проєкту, виправивши або дописавши її. |